# LF Groene Gordelroute
De LF Groene Gordelroute is een LF-icoonroute in Vlaanderen. De route loopt in een cirkel rond Brussel en het Brussels Hoofdstedelijk Gewest, door de provincie Vlaams-Brabant, en vertrekt vanuit Halle . Ze is 126 kilometer lang en loopt door de Groene Gordel en het Pajottenland rond Brussel. Het traject is bewegwijzerd met rechthoekige bordjes in twee richtingen. De bordjes hangen onder de borden van het fietsroutenetwerk.

## Traject
In Halle sluit de route aan op de LF Vlaanderenroute, de LF Heuvelroute, de RV1 en de RAVeL langs het Kanaal Charleroi-Brussel. 
In Halle komt de route langs de Sint-Martinusbasiliek en het Albertpark. In Gaasbeek komt de route langs het Kasteel van Gaasbeek. Tussen Halle en Gaasbeek lopen de LF Heuvelroute en de LF Vlaanderenroute parallel mee. De route voert door de Zuunvallei en er is zicht op de Zendmast Sint-Pieters-Leeuw. In Sint-Pieters-Leeuw ligt het rosarium 'Coloma'. 
In Gaasbeek verlaten de LF Vlaanderenroute en de LF Heuvelroute de route. Hier kruist ook de EuroVelo EV5 Via Romea Francigena de route. 
Nu volgt Brouwerij Lindemans en de Watermolen Sint-Gertrudis-Pede. Iets verderop in Sint-Anna-Pede komt de route langs de Sint-Annakerk (uit De parabel der blinden van Pieter Bruegel de Oude).
In Dilbeek komt de route langs het Park van Dilbeek. Net voor Zellik passeert de route Brouwerij Girardin. In Kobbegem volgt weer een brouwerij, ditmaal Brouwerij Mort Subite.
Vlak voor Meise is er zicht over de Brabantse Kouters en op de skyline van Brussel met goed in beeld het Atomium. In Meise voert de route langs de Plantentuin Meise. Net voor Grimbergen liggen Volkssterrenwacht Mira en de Abdij van Grimbergen. 
De route gaat door de Maalbeekvallei. Via de Verbrande Brug wordt het Zeekanaal Brussel-Schelde gekruist. In Vilvoorde kruist de route het Insteekdok Vilvoorde en de rivier de Zenne die ze ook even volgt.
Door het Floordambos wordt Steenokkerzeel bereikt. Vlak na deze plaats passeert de route het Spottersplatform voor Brussels Airport. 
In Tervuren kruisen de LF Kunststedenroute en de RV4a de route. Ook komt de route hier langs het Park van Tervuren. De route gaat door het Zoniënwoud. In Hoeilaart komen de LF Vlaanderenroute en de LF Heuvelroute er bij om parallel mee te lopen tot in Halle. In Hoeilaart kruisen ook de EuroVelo EV5 Via Romea Francigena en de RV10 de route. De route beklimt de bekende Alsemberg uit de Brabantse Pijl. Door het Zoniënwoud gaat de route terug richting eindpunt Halle. In Halle kan verder worden gegaan op de LF Vlaanderenroute, de LF Heuvelroute of de RV1, maar ook kan de RAVeL naast het Kanaal Charleroi-Brussel worden gevolgd.

## Aansluitingen met Europese routes
- In Hoeilaart kruist de route de de EuroVelo EV5 Via Romea Francigena.
- In Gaasbeek kruist de route de de EuroVelo EV5 Via Romea Francigena.

## Aansluitingen met andere LF- of icoonroutes
- In Halle kruist de route de RV1 Au Fil de l'Eau.
- Tussen Hoeilaart en Gaasbeek loopt de route parallel met de LF Vlaanderenroute en de LF Heuvelroute.
- In Hoeilaart kruist de route de RV10 La Capitale.
- In Tervuren kruist de route de LF Kunststedenroute en de RV4a Ouest De Manneken Pis à Tchantchès.

## Aansluitingen met regionale routes
- Op elk willekeurig punt kan gebruik worden gemaakt van het fietsroutenetwerk ter plaatse.
- In Halle kan de W3 La Véloroute des Carnavals (regionale RAVeL-route) opgepakt worden.
- In Hoeilaart kan de W2 La Véloroute de la Bière (regionale RAVeL-route) opgepakt worden.
- Op diverse plaatsen kunnen de Gewestelijke fietsroutes opgepakt worden.
- Op diverse plaatsen kan de Groene Wandeling opgepakt worden.